# Teratornis merriami
A Teratornis merriami a madarak (Aves) osztályának újvilági keselyűalakúak (Cathartiformes) rendjébe, ezen belül a fosszilis Teratornithidae családjába tartozó faj.

## Tudnivalók
A Teratornithidae madárcsaládból talán a Teratornis merriami a legismertebb faj. A kaliforniai La Brea kátránytóban több, mint száz példánya került elő. A madár, körülbelül 75 centiméter magas és 350-380 centiméter szárnyfesztávolságú volt. Testtömege, körülbelül 15 kilogramm lehetett. Ezekkel a méretekkel egyharmaddal nagyobb volt, mint a ma is élő kondorok. A pleisztocén végén, körülbelül 10 000 éve halhatott ki; valószínűleg az embernek a kontinensen való megjelenése és a megafauna kipusztulása vezetett a kihalásához. A csőréről és lábairól ítélve, ez a madár a mai újvilági keselyűféléktől (Cathartidae) eltérően, nemcsak dögevésből élt, hanem vadászott is magának.

## Képek

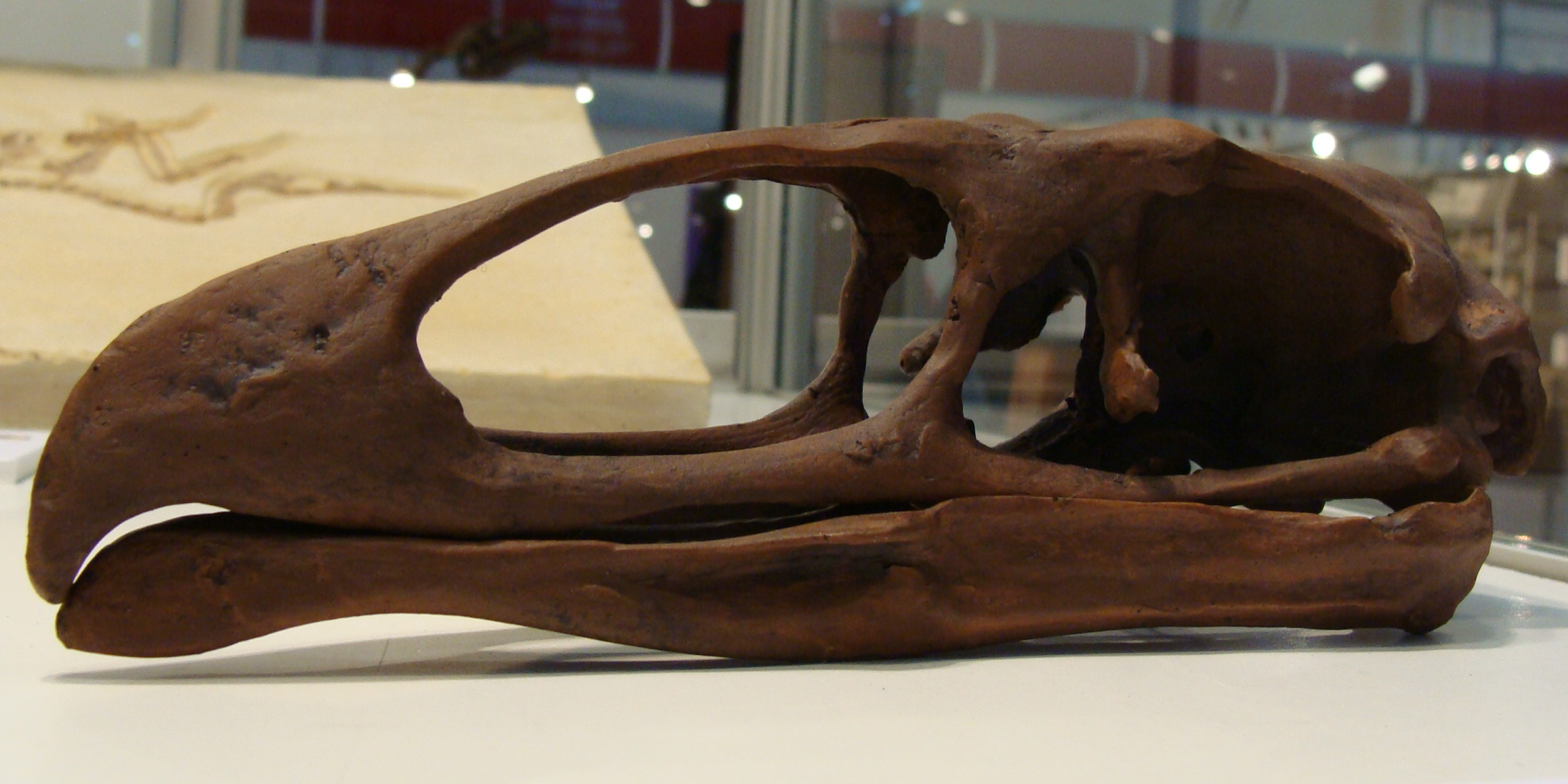
Koponya
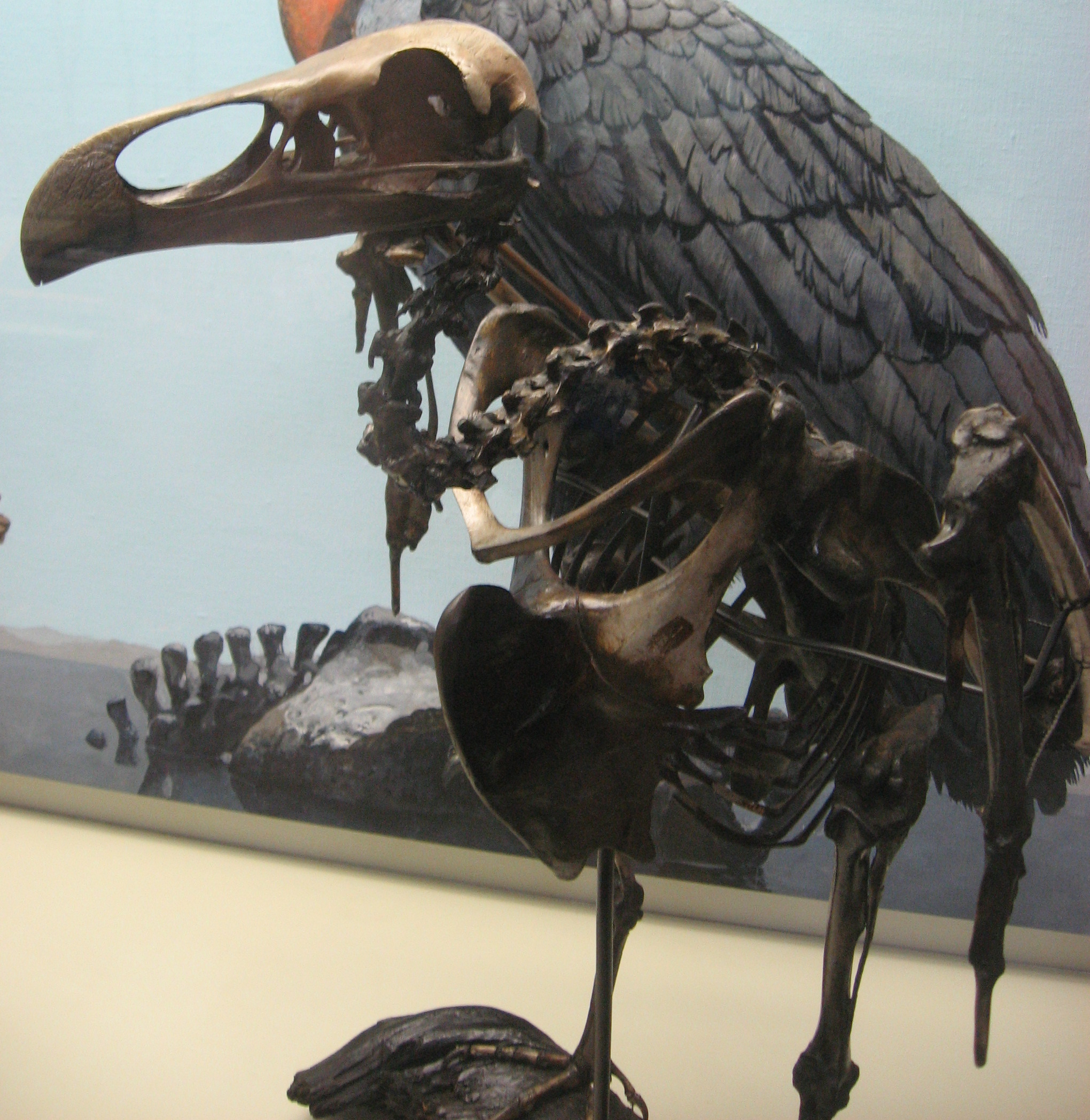
Teratornis merriami álló csontváza
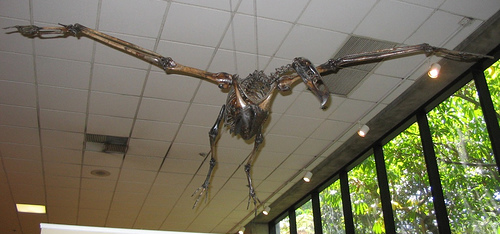
és röpképes felállítása
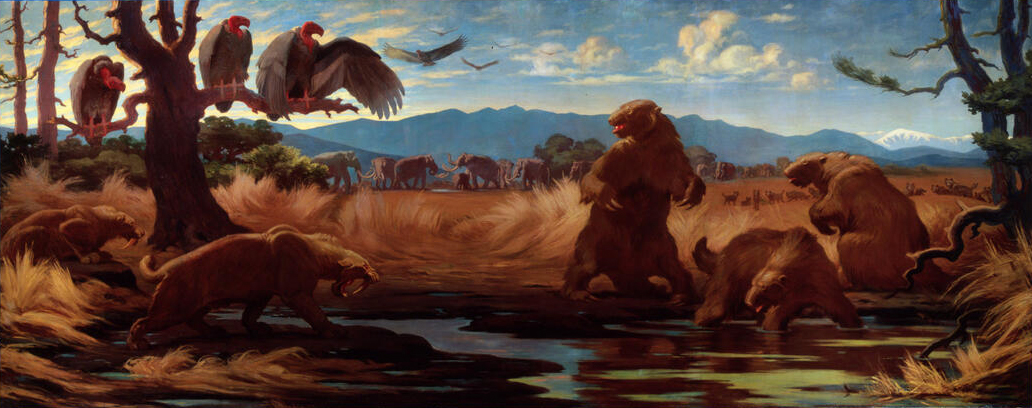
Festmény, mely a La Brea kátránytavat mutatja, néhány állattal

## Fordítás
- Ez a szócikk részben vagy egészben  a   Teratornis című angol Wikipédia-szócikk ezen változatának fordításán alapul.  Az eredeti cikk szerkesztőit annak laptörténete sorolja fel. Ez a jelzés csupán a megfogalmazás eredetét és a szerzői jogokat jelzi, nem szolgál a cikkben szereplő információk forrásmegjelöléseként.